# Bâtiment situé 67 rue Obrenovićeva à Niš
Le bâtiment situé 67 rue Obrenovićeva à Niš (en serbe cyrillique : Зграда у Ул. Обреновићева 67 у Нишу ; en serbe latin : Zgrada u Ul. Obrenovićeva 67 u Nišu) se trouve à Niš, dans la municipalité de Medijana et dans le district de Nišava, en Serbie. Il est inscrit sur la liste des monuments culturels protégés de la République de Serbie (identifiant no SK 843),,.

## Présentation
Le bâtiment, situé 67 rue Obrenovićeva (ancienne rue Maršala Tita), en face du centre commercial Kalča, a été construit en 1928. Il a appartenu au tailleur de costumes pour hommes Stojan Živković.
Ce bâtiment d'angle est constitué d'un rez-de-chaussée et deux étages. Dans la partie centrale des étages se trouve une baie vitrée encadrée par des balcons en fer forgé plus petits que la baie. Entre le premier et le second étage s'étend une décoration géométrique en pierre artificielle avec un monogramme du propriétaire. Le toit du bâtiment est mansardé.
Le secteur de la rue Obrenovićeva, où se trouve le bâtiment, est inscrit sur la liste des entités spatiales historico-culturelles protégées de la République de Serbie (identifiant no PKIC 31),.